# Franz Pollmann
Franz Pollmann (* 3. September 1879 in Kronach; † nach 1931) war ein deutscher Ingenieur und Manager der Energiewirtschaft.

## Leben
Franz Pollmann besuchte die Industrieschule in Nürnberg. Anschließend studierte er Ingenieurwissenschaften an der Technischen Hochschule München und wurde Mitglied des Corps Cisaria. Nach dem Diplom-Examen trat er in die bayerische Energiewirtschaft ein und wurde Generaldirektor und Vorstandsmitglied der AG für Licht- und Kraftversorgung in München.
Pollmann war Aufsichtsratsmitglied der Fränkischen Licht- und Kraftversorgung AG in Bamberg, der Überlandwerk Franken AG, der Nordfränkischen Überlandzentrale GmbH in Bamberg, der AG für elektrotechnische Unternehmungen in München, der Überlandzentrale Krumbach AG, der Licht- und Kraftversorgung Helmbrechts GmbH, der Gasversorgung Selb und Umgebung GmbH und der Gasversorgung Mansfelderland GmbH in Hettstedt.